# ПРО А-35

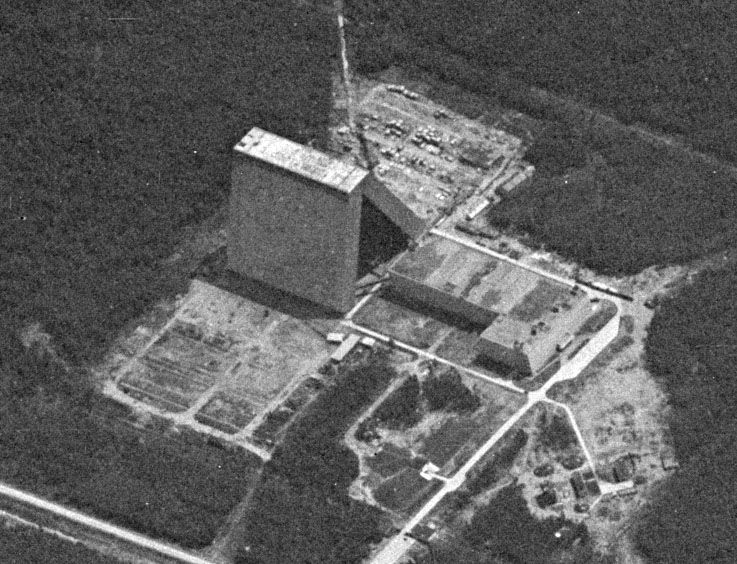
Гігантська приймальна антена РЛС «Дунай"

ПРО А-35 — система протиракетної оборони, призначена для захисту Москви від атак балістичних міжконтинентальних ракет.

## Історія
Розробка почалася в 1958 році. Перше перехоплення ракети було продемонстроване 4 березня 1961 року на полігоні Сари-Шаган, де ракета В-1000 змогла знищити атакуючу ракету.
Згодом розробка системи затягнулася на 20 років. Пізніше була представлена модифікація системи під назвою ПРО А-35М, здатна відбити два послідовні залпи по вісім моноблочних міжконтинентальних балістичних ракет в кожному, яку в 1978 році поставили на бойове чергування.
Згодом ПРО А-35М була замінена на ПРО А-135.

## Склад
А-35 складалася:
- Головний командно-обчислювальний центр;
- РЛС Дунай-3М;
- Дунай-3У;
- 8 стрільбових комплексів ("Єнісей", "Тобол" ), кожний з яких складався з
  - РКЦ — радіоканал цілі;
  - 2 РКВ — радіоканал виробу (протиракети);
  - чотирьох наземних пускових установок (ракети А-350Ж),

### Протиракета А-350Ж

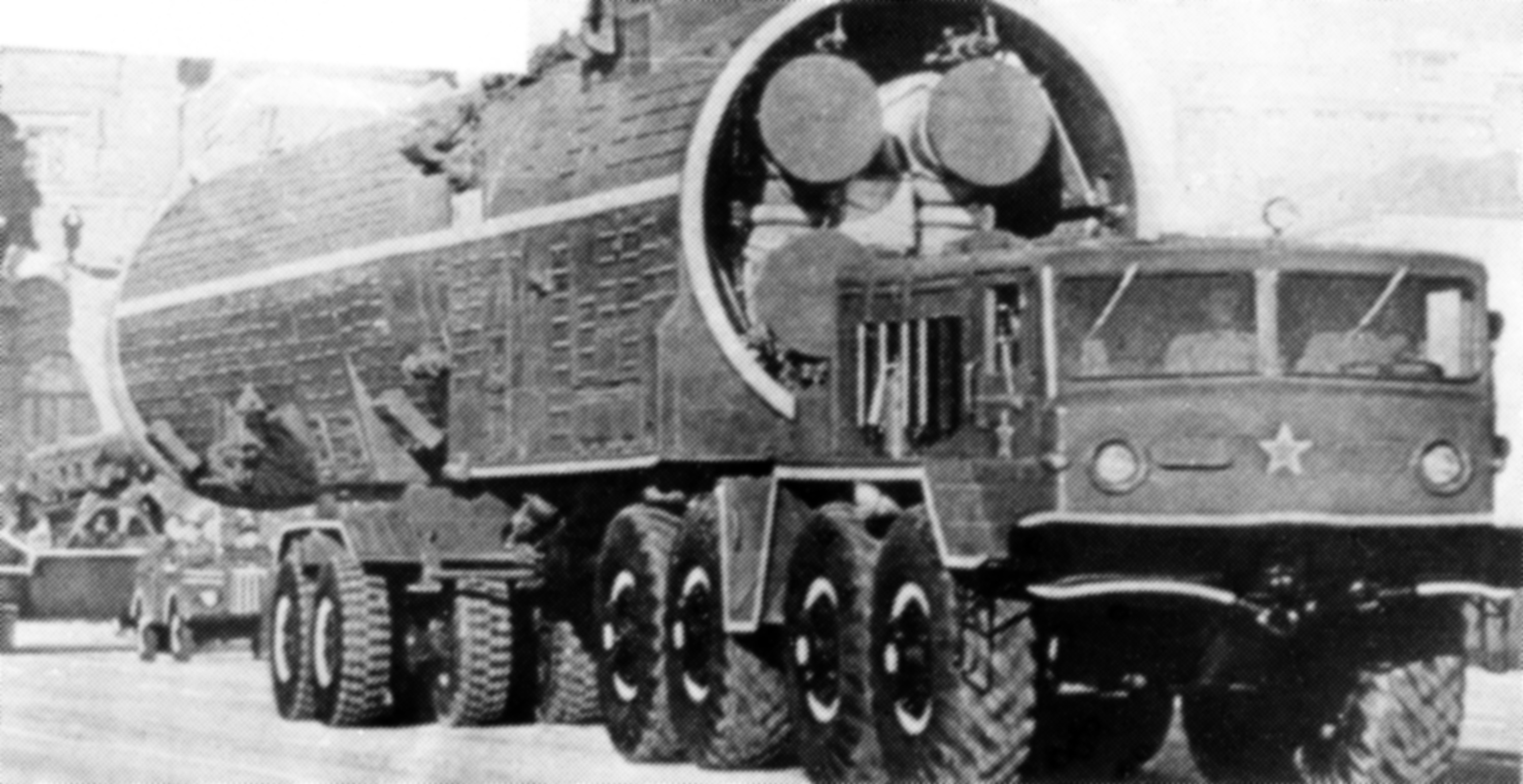
Протиракета в пусковому контейнері на машині